# محمود شاكر (مؤرخ)
محمود شاكر (المؤرِّخ السوري) (1351- 1436 هـ/ 1932- 2014 م) مؤرِّخ وجغرافي سوري، وداعية كاتب.

## سيرته
وُلد أبو أسامة محمود بن شاكر بن بكري بن شاكر في حرستا شمال شرقي دمشق في شهر رمضان عام 1351 هـ / 1932م، وقيل في 27 شوال من نفس العام. له أخوان واحد أكبر منه بعشر سنين وأخر أكبر منه بثماني سنين. ولد في أسرة ذات دخل متوسط تعيش على الزراعة. درس الابتدائية بحرستا والإعدادية والثانوية بدمشق وتخرج من الأخيرة عام 1371هـ/ 1952م، ثم التحق بجامعة دمشق ليحصل منها على شهادة الثقافة العامة عام 1953، وليدرس علم الجغرافيا الذي حصل منه على شهادة في الجغرافية البشرية والطبيعية والإقليمية عام 1956-1957م. بعد تخرجه نسجح في مسابقة انتقاء المدرسين، ليعين مدرس بدرعا لمدة عامين.
التحق بالخدمة العسكرية الإلزامية في 16 يوليو 1960 بكلية ضباط الاحتياط بحلب، ثم نقل بعد أربعة أشهر إلى مدرسة المدفعية بقطنا. وتخرَّج منه ضابطًا برتبة ملازم، ثم فُرز إلى الجبهة ضابطَ مدفعية على الحدود مع فلسطين في القطاع الشمالي عام 1960م، وأنهى خدمته الإلزامية في عام 1962. عاد للتعليم وعين مدرسًا للجغرافية في ثانوية قطنا ثم أصبح مديرها، وبعد مدة نقل إلى ثانوية دوما وبعدها بعام إلى القنيطرة ثم نقل إلى الزبداني.
استُدعي إلى الخدمة العسكرية الاحتياطية عام 1967 وأمضى بها ما يزيد عن عشر شهور، اشترك فيها بحرب 1967. رجع للتدريس بعد كل هذا فعمل في ثانوية المدينة بدمشق ونقل في السنة التي تليها إلى ثانوية القادسية، ثم نقل إلى ثانوية حرستا التي أمضى بها عامين.
انتقل إلى المملكة العربية السعودية عام 1972م كمدرس معار، وعمل أستاذًا للجغرافيا والتاريخ الإسلامي في كلية العلوم الاجتماعية بجامعة الإمام محمد بن سعود الإسلامية. عاد إلى سورية بعد خمس سنوات بسبب انتهاء عقد إعارته، فرجع إلى التدريس بحرستا ثم نقل إلى إدارة المواصلات بالمدينة ثم إلى إدارة البحوث الزراعية.
عاد إلى السعودية في نوفمبر 1399 هـ للتدريس في الكلية الاجتماعية بالرياض، وبعد أربع سنوات نقل إلى كلية العلوم الاجتماعية ببريدة حاضرة القصيم. وكان أعدَّ برنامجًا إذاعيًّا في إذاعة القرآن من السعودية اسمه جغرافية العالم الإسلامي. له أكثر من مئتي مصنَّف في التاريخ والفكر الإسلامي والجغرافيا. وشارك في وضع مناهج وخطط دراسية في علمي التاريخ والجغرافيا.
تزوج محمود وأنجب تسعة أولاد منهم سبع بنات واثنان من البنين وهما: أسامة ومنيب. خرج من التعليم سنة 1405 هـ وسكن بالرياض حتى توفي يوم الأحد الأول من صفر عام 1436هـ الموافق 23 نوفمبر (تشرين الثاني) 2014م.

## مؤلفاته
فيما يلي مؤلفاته:

### كتب في التاريخ
- موسوعة كتاب التاريخ الإسلامي ويقع في 22 جزءًا.
- سلسلة العالم الإسلامي.
- سلسلة مواطن الشعوب الإسلامية في آسيا ويقع في 18 كتب
- سلسلة مواطن الشعوب الإسلامية في أفريقيا ويقع في 10 كتب
- سير الصحابة رضي الله عنهم.
- سلسلة الخلفاء:

1. سلسلة خلفاء العهد الراشدي.
2. سلسلة خلفاء العهد الأموي.
3. سلسلة خلفاء العهد العباسي.
4. الخلفاء في عصر السيطرة البويهية.
5. الخلفاء في عصر السيطرة السلجوقية.
6. غياب الخلافة ( 659 - 923 هـ ).
7. الخلفاء العثمانيون.
8. ضياع الخلافة.

### كتب في الجغرافيا
- الكشوف الجغرافية دوافعها – حقيقتها.
- جغرافية البيئات.

### كتب في التاريخ والفكر الإسلامي
- المنطلق الأساسي في التاريخ الإسلامي.
- مع أنبياء الله ورسله.
- المسلمون تحت السيطرة الشيوعية.
- المسلمون تحت السيطرة الرأسمالية.
- رحلة قصيرة مع تاريخنا.
- الثقافة التاريخية.
- التوجيه والتقويم خلال التاريخ الإسلامي.
- هوية الأمة المسلمة.
- أشواك على الدرب.
- موضوعات حول الخلافة والإمارة.
- مواقعنا المتأخرة وسبيل التقدم.
- المسلمون والقضايا العامة.
- الحضارة المتهاوية.
- الجنوح بالأخلاق.
- الجنوح بالعلم أو الذئاب الكاسرة.
- وانكشف القناع.
- تبصرة الطريق.
- المغالطات وأثرها في الأمة.
- التخلف.
- المرأة المعاصرة.
- الجماعات البدائية.
- إلى الدعاة.
- السُّعاة في الحياة.
- رسائل إلى الشباب.
- مع الهجرة إلى الحبشة.
- المشردون.
- ميدان معركة اليرموك.
- محنة المسلمين في الشيشان.
- صفحات من التاريخ.
- السيرة النبوية.
- خاتم الأنبياء والمرسلين.
- كيد الأعداء وغفلة الأبناء.
- المعالم التاريخية دروس وعبر.
- الأمة الوسط.
- المبشرون والمبشرات بجنات الخلد.
- الفُرس والروم ودورهم المشبوه عبر التاريخ.

## قيل فيه
- قال عبد الرحمن الباني: "أستاذنا محمود شاكر، الذي أكرمنا بحضوره، هو صاحب كل هذه المؤلفات التي أمامكم، وقد بلغ عدد مؤلفاته ثمانين ومائة مؤلف، في حدود علمي، وربما أكثر من ذلك، وكلها بلا استثناء من أعظم المؤلفات، وحري بنا جميعًا أن نقرأها كلها، ونتعمق في قراءتها واحدًا واحدًا؛ لأهميتها وأهمية ما فيها من علم، والأستاذ محمود مِن أحسن مَن كتب في جغرافيا العالم الإسلامي، وأفضل مَن كتب في التاريخ الإسلامي والأقليات الإسلامية، فجزاه الله عنا وعن المسلمين كل خير..".[6]
- قال عنه عصام العطار: "أخي الحبيب، وصديقي الوفي، الإنسان الكبير، والمؤرخ الكبير، المؤمن العالم العامل، الصابر المحتسب، الشيخ محمود شاكر..".[6]
- قال محمد أديب صالح: " إنَّ الشيخ محمود شاكر عالم في تخصُّصه، موهوب في عمله، موفَّق في مصنَّفاته. وهو يجمع إلى العلم مكارمَ الأخلاق، وما يجب أن يكونَ عليه العلماء من استقامة وثبات على الحقِّ من غير مداهنة ولا مماراة. وهو رجلٌ متواضع سَمح يُؤنس إخوانه بلطفه، مع غَيرة صادقة على الإسلام، وحرص على المسلمين ".[6]
- قال عنه محمد بن لطفي الصباغ: "أخونا الحبيب الأستاذ محمود شاكر الحرستاني، الجغرافي المؤرخ المؤلف، الداعية إلى الله، الذي قضى حياته في الدعوة إلى الله، ولقي في ذلك أذىً كثيرًا، وهو رائدٌ في التعريف ببلاد المسلمين في إفريقيا وآسيا، وشعوبها، وبخيراتها من وجهة النظر الإسلامية برسائل عديدة، وله التاريخ الإسلامي، وهو موسوعةٌ نافعة، عمل أستاذًا في التدريس الجامعي سنوات وسنوات في جامعة الإمام في الرياض والقصيم، وكان مدرسًا موفَّقًا نفع الله به، وأحبه تلامذته".[6]
- كتبت عائسة